# Contenu illicite
Un contenu illicite est un contenu numérique interdit par une loi. Les contenus illicites varient donc selon la législation des États.

## Définition de l'Union européenne
L'Union européenne définit un contenu illicite comme « toute information qui n’est pas en conformité avec le droit de l’UE ou le droit d’un État membre. Cela recouvre le contenu à caractère terroriste, le matériel pédopornographique (directive relative à la lutte contre les abus sexuels commis sur des enfants), les discours de haine illégaux (décision-cadre sur la lutte contre certaines formes et manifestations de racisme et de xénophobie au moyen du droit pénal), les escroqueries et fraudes commerciales (directive sur les pratiques commerciales déloyales ou directive relative aux droits des consommateurs) ou les violations des droits de propriété intellectuelle (directive sur l’harmonisation de certains aspects du droit d’auteur et des droits voisins dans la société de l’information) ».

## Infractions concernées en France
En France, les principales infractions concernées sont les infractions suivantes, lorsqu'elles sont commises sur internet :
- Apologie de crimes contre l'humanité ;
- Négation ou minimisation de crimes contre l'humanité ;
- Apologie du terrorisme ;
- Incitation à la haine raciale ;
- Diffusion d'images violentes ou pédophiles ;
- Incitation à la violence ;
- Incitation à la violence sexuelle et ou sexiste ;
- Atteintes à la dignité humaine ;
- Harcèlement ;
- Injures raciales ;
- Injures sexistes ;
- Diffamation ;
- Atteintes au droit à l'image et à la vie privée.

Il est possible de faire retirer un contenu illicite sur internet, soit en utilisant la procédure mise en place par l'hébergeur du site, soit en recourant à la procédure légale prévue à cet effet.